# ケルチ
座標: 北緯45度21分49秒 東経36度28分21秒 / 北緯45.363484度 東経36.472549度
ケルチ（ロシア語:Керчьキェールチュ；ウクライナ語:Керчケールチュ；クリミア・タタール語:Керичケリチ；ラテン文字表記の例:Kerch）は、クリミア半島に位置し、黒海とアゾフ海を結ぶケルチ海峡に面した都市。人口は14万7033人（2014年）。ロシアによるクリミアの編入以降、ウクライナに代わりロシアが実効支配しているが、ウクライナはクリミアの独立とロシアへの編入を認めていない。
名前の由来は古東スラブ語のкъркъ（「喉」という意味）で、狭い海峡のことを指している。各国語では、ギリシャ語でΠαντικάπαιον（Panticapaion)、ドイツ語でKertsch、古東スラブ語でКърчевъと書かれた。
2007年11月、ケルチは暴風雨に襲われた。多くの船が難破して、ケルチ海峡を塞ぎ、多くの損害を与えたばかりか、油や硫黄の流出で、生態学的な災害も引き起こした。

## 歴史

### 古代

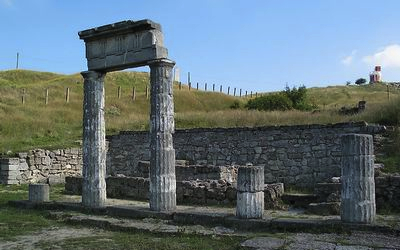
パンティカパイオン遺跡

ケルチはウクライナに数多くある古都の1つで、この町の近くにあるMayak村の発掘で、紀元前17世紀〜紀元前15世紀には既に人が居住していたことがわかった。
都市としてのケルチは、紀元前7世紀にミレトスから来たギリシャ人入植者たちが、ケルチ海峡の海岸にパンティカパイオンという都市国家を建設した時から始まった。パンティカパイオンは近隣都市を征服し、紀元前480年にはボスポロス王国の首都になっていた。
アジアとヨーロッパの交易路の交差点に位置するパンティカパイオンは急速に成長した。主要輸出商品は穀物、塩漬けの魚、ワインだった。独自の貨幣も鋳造していた。住民で一番数が多かったのはスキタイ人で、サルマタイ人がそれに続いた。クル・オバ墳墓がそれを証明している。
1世紀になって、ボスポロス王国は東ゴート王国の侵略に見舞われた。さらに375年のフン族の襲来で、パンティカパイオンは破壊された。

### 中世
6世紀から東ローマ帝国の領土になった。皇帝ユスティニアヌス1世の命令で、この地にボスポロス（Bospor）という名前の要塞が建てられた。ボスポラスは教区の中央にあり、ギリシア・キリスト教の影響下で発展した。576年には、Bokhan率いる突厥の包囲攻撃を受けたが、それに耐え、Uturgur Hun族の最後のハーン、Anagaiによって救われた。
7世紀、テュルク系のハザール人がボスポロスを支配した。町の名前はKarcha（Charsha）に変わり、トドン（役職名）が町を治めた。この時代、町の主な宗教はキリスト教だった。洗礼者ヨハネ教会が建てられたのは717年のことである。Epiphanusの『使徒アンデレの一生』によると、8世紀後期から9世紀初期の間、使徒教会が存在したということだ。
900年代後半、町はハザール人からキエフ大公国への国家承継の中心となった。ハザールのゲオルギウス・ツールは、東ローマ帝国とキエフ大公国遠征のため、1016年に統治者を退いた。
10世紀からスラヴ人が移住してきて、町はTmutarakan王のものとなり、町の名前もKorchevに変わった。Korchevは、キエフ大公国、クリミア、カフカース、オリエント間の交易の中心地となった。
13世紀、Korchevを含むクリミアは、バトゥ率いるモンゴル帝国に侵略された。
モンゴル人が去った後は、ジェノヴァ共和国の植民地Cerco（Cherkio）になった（1318年）。港として利用され、町の人々は製塩や漁業に従事した。
1475年、町はオスマン帝国に譲渡された。トルコの支配期間、ケルトはさびれていき、奴隷貿易の市場にされた。ザポロージャ・コサックの襲来に苦しんだ。

### 近代

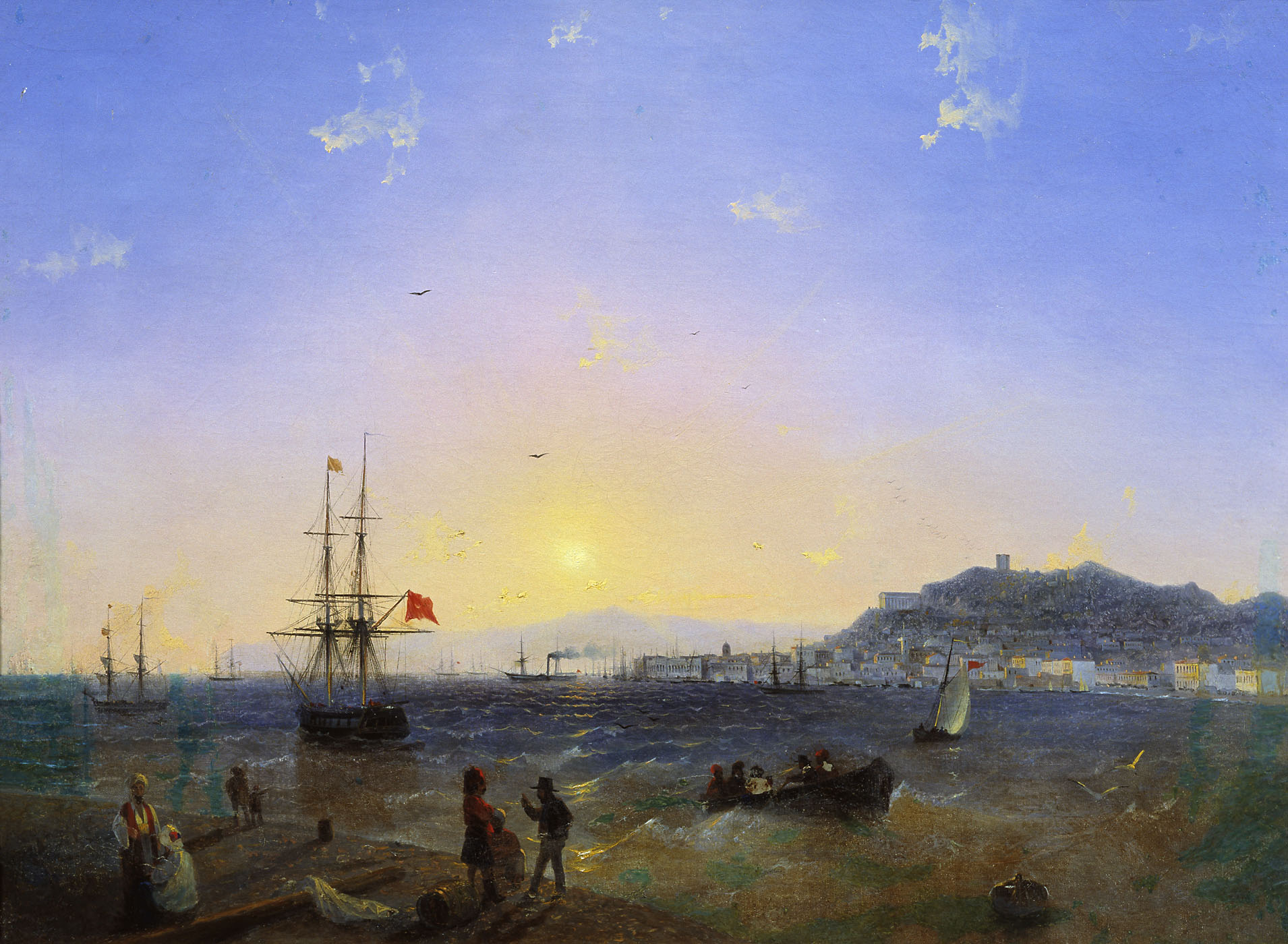
イヴァン・アイヴァゾフスキー画『ケルチの風景』（1839年）

1706年、アゾフ海地域のロシアの軍事力が増大したことから、トルコはケルチ海峡のこの町の近くにイエニカレ要塞を建設した。1771年、ロシア軍がクリミアに侵略した（露土戦争）。1774年のキュチュク・カイナルジ条約で、ケルチとイエニカレはロシアに譲渡された。その結果、トルコの痕跡はほぼ一掃された。
1790年、フョードル・フョードロヴィチ・ウシャコーフ提督率いるロシア海軍が、ケルチ海峡の戦いでトルコ艦隊を撃破した。
その地の利から、1821年以降、ケルチは重要な貿易港ならびに漁港として発展した。さらに古代美術館、たくさんの教育施設も作られた。ケルチ半島に莫大な鉄鉱石が埋蔵されていることが判明し、1846年からは鉄工業も始められた。
1855年、クリミア戦争の最中、町はイギリス軍によって蹂躙された。
19世紀後期、機械およびセメント工場群が作られ、缶詰食品や煙草の工場群も稼働しだした。
1900年までにケルチは鉄道網に組み入れられ、ケルチ海峡の海路も充実した。人口は3万3000人に達した。
第一次世界大戦とロシア内戦の間、町は一時衰退したものの、1920年代後半には、鉄鉱石・冶金をはじめとするさまざまな産業の拡大で、町は再び成長をしはじめた。1939年までに人口は10万4500人までに膨れあがった。

### 第二次世界大戦下
1941年から1945年の大祖国戦争（第二次世界大戦）期間中、ケルチは赤軍とナチス・ドイツ軍の激戦場となった。1941年11月、ドイツに奪われるが、12月30日には海軍上陸作戦によってソビエトに奪還された。しかし、1942年、ドイツは再びケルチを占拠。ケルチ半島の戦いでの赤軍側の死者・捕虜は16万人にも及んだ。1943年10月31日、新たな海軍上陸作戦が開始され、最終的にケルチが解放されたのは1944年4月11日のことだった。
しかし、ドイツ軍により、市民の1万5000人が殺害、1万4000人が別の土地に移送されていた。ケルチでのドイツ軍の暴虐はニュルンベルク裁判で明らかにされた。大戦後、ケルチに「英雄都市（город-герой）」の称号が贈られた。
郊外にあったアジムシュカイのカタコンベ群（鉱山）は、ゲリラ活動の拠点となった。何千もの兵や難民がそこに隠れ、そこから反撃に加わった。地下では多くの死者も出た。後に、その場所に記念碑が建てられた。

## 工業

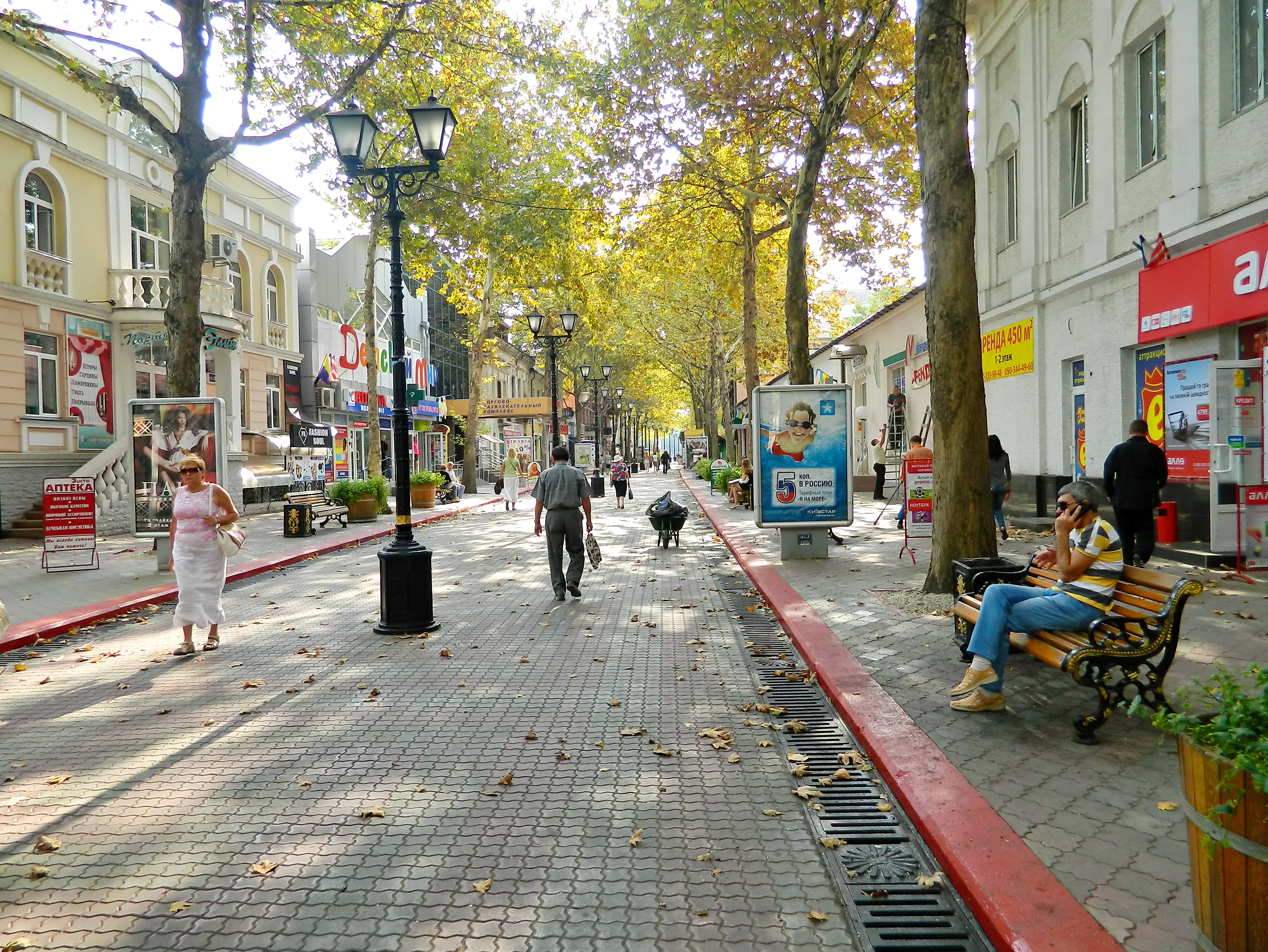
主要街道

ケルチの主要工業は、冶金と造船である。以下のような企業がある。
- Kerch Metallurgical Works Factory（1900年創業）
- Kamysh-Burun Iron Ore Plant
- Zaliv（Gulf）（マンモスタンカーや軍艦の建造）

建設資材、食品加工、軽工業も、都市の経済で重要な役割を果たしている。また、ケルチは漁港基地で、多数の水産加工品の重要な処理センターでもある。

## 交通
ケルチ海峡に面した港を持つケルチは、アゾフ海への交通の要所であり、鉄道のターミナルと小さな空港がある。クリミア半島とクラスノダール地方を繋ぐケルチ海峡のフェリー輸送（クリム港-カフカス港路線）は1953年に始まった。バスはケルチと、他のクリミア都市およびクラスノダール地方の都市を結んでいる。2019年、クリミア大橋が完全開通した。

## 教育
2004年現在、学校（28）、ウクライナおよびロシアの大学の研究所・分校（9）、造船大学、工芸大学、医学校、職業訓練校（6）、たくさんの幼稚園、がある。

## 観光

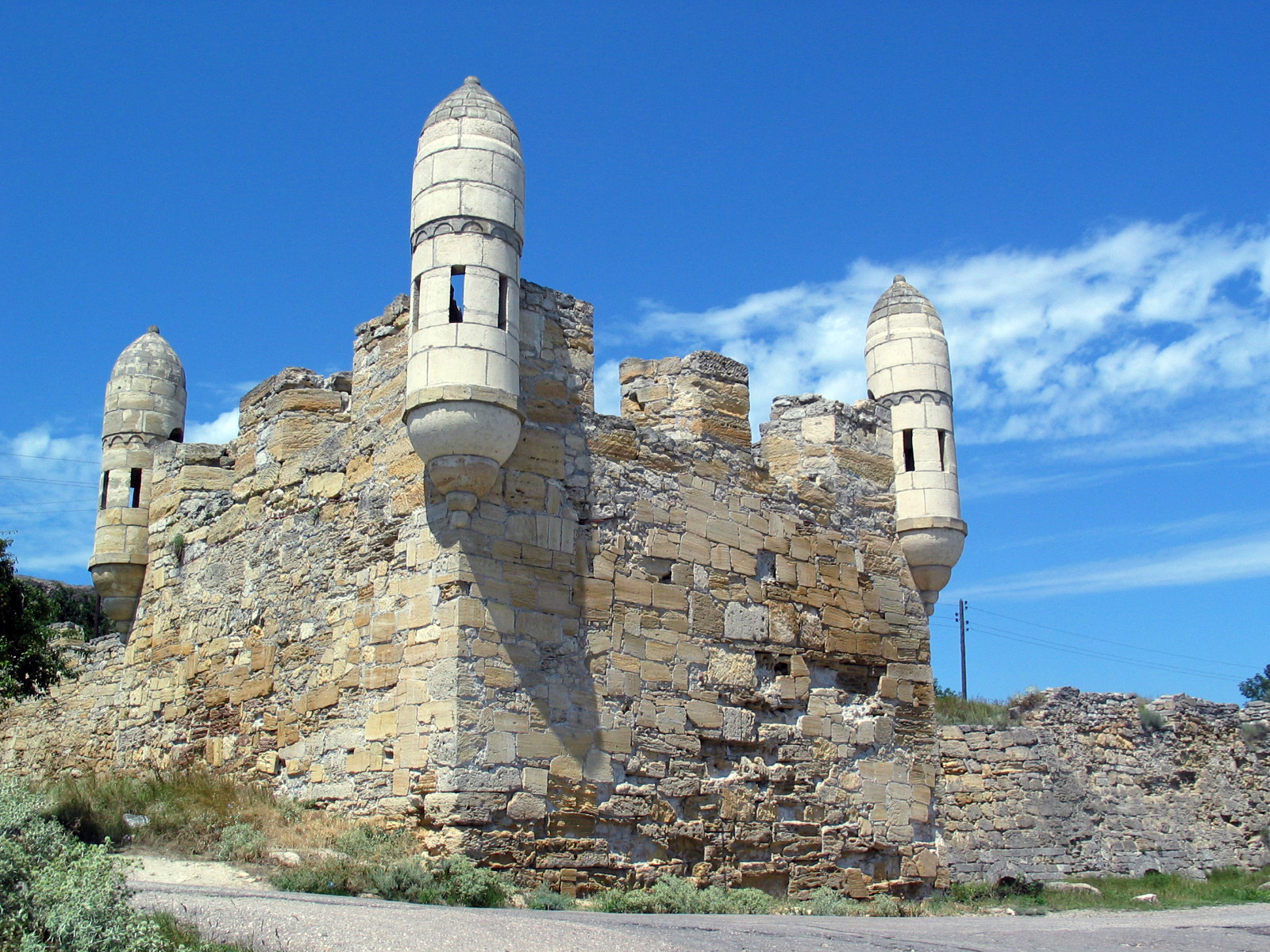
イエニカレ要塞

アゾフ海と黒海に面していることから、ソビエト連邦の時代には、夏のリゾート地として人気があった。また近くに泥治療の施設もいくつかある。しかし、町が工業都市で、汚染もあるため、現在、リゾート客は限られている。
しかし、ケルチには古代の遺跡が多く、それが観光名所となっている。代表的なものに、以下のようなものがある。
- パンティカパイオン遺跡（紀元前5世紀 - 西暦3世紀）
- Tsarskiy Kurghan（紀元前4世紀のボスポロス王の誰かの古墳）
- 洗礼者ヨハネ教会（717年）
- イエニカレ要塞（18世紀）
- 大ミトリダテス階段（428段あるミトリダテス山頂までの階段。1833年から1840年にかけて、イタリアの建築家A. Digbiの指導で建造）
- ミトリダテス山の栄光のオベリスク（第二次世界大戦後建造）
- アジムシュカイのゲリラ戦記念碑

## 考古学
ケルチでの考古学の発掘は19世紀中頃から始まった。ミトリダテス山のパンティカパイオン遺跡の発掘は組織的に進められている。その近くには、古代の古墳（クルガン）もいくつか発掘された。ケルチはユネスコのシルクロード・プログラムにも参加している。
|                |  |                                  |  |                       |
| fortress Kerch |  | Church of Saint John the Baptist |  | Royal barrow entrance |

## 姉妹都市
- マヒリョウ、ベラルーシ 1998年
- スモレンスク、ロシア 1998年
- チャナッカレ、トルコ 1999年
- オリョール、ロシア 2004年
- オジンツォボ、ロシア 2004年
- ソチ、ロシア 2005年
- セヴァストーポリ、ロシア 2009年
- テムリュク、ロシア 2012年